# Ambachtelijk
Men noemt een product ambachtelijk of artisanaal als het op de originele of traditionele manier gemaakt wordt.
Bij ambachtelijke producten is elk exemplaar uniek doordat de ambachtsman individuele aandacht schenkt aan het materiaal. Ambachtelijke producten zijn veel duurder dan industriële producten omdat er niet of nauwelijks schaalvoordeel kan worden behaald.
Kenmerken van ambachtelijke productie zijn:
- er is geen of een beperkte arbeidsdeling
- de mechanisatiegraad is beperkt

Ambachtelijk staat vaak tegenover procesmatig. Persoonlijke vakbekwaamheid en ervaring zijn doorslaggevend om tegemoet te komen aan de specificatie van de klant. 
Omdat de term niet beschermd is wordt er in de reclame op grote schaal misbruik van gemaakt.